# Javier Moctezuma Barragán
Javier Moctezuma Barragán. (Ciudad de México, 15 de agosto de 1953) es director general de la Fundación Gonzalo Río Arronte. En el año 2010, el Patronato de la institución lo designó para ocupar la Dirección General de la Fundación.
En el Gobierno Federal, Moctezuma Barragán ocupó, entre otros cargos, los de: Subdirector Jurídico del Instituto de Seguridad y Servicios Sociales de los Trabajadores del Estado (ISSSTE); Oficial Mayor de la Secretaría de Energía, Minas e Industria Paraestatal (SEMIP); Subsecretario del Trabajo en la Secretaría del Trabajo y Previsión Social (STPS); Subsecretario de Población, Migración y Asuntos Religiosos en la Secretaría de Gobernación (SG); Embajador de México ante la Santa Sede y Secretario Ejecutivo de la Comisión Nacional de los Derechos Humanos (CNDH). Representó a México en distintos foros de la Organización de las Naciones Unidas. Desde abril del 2017 es Presidente del Consejo de Ética y Transparencia de la Industria Farmacéutica (CETIFARMA).
Es abogado por la Escuela Libre de Derecho; maestro en Derecho Comparado por la Georgetown University; maestro en Derechos Humanos por la Universidad de Alcalá y doctor en Derecho por la Universidad Nacional Autónoma de México (UNAM). Es autor de varios libros y artículos en temas de seguridad social, energía, trabajo y asuntos religiosos, entre otros. Ha dictado conferencias nacional e internacionalmente. En la Escuela Libre de Derecho fue profesor de Derechos Humanos y de Teoría Política y, actualmente, es integrante del Comité Doctoral del Programa de Doctorado en Derecho. 

## Biografía

### Familia y educación
Javier Moctezuma Barragán es hijo de María Teresa Barragán Álvarez y del arquitecto Pedro Moctezuma Díaz Infante (1923-2011), quien junto con Francisco Eppens diseñaron el actual escudo nacional de México (1968), fue Premio Nacional de Arquitectura (1995), entre sus obras más representativas está la Torre de Pemex (1984).
Javier Moctezuma Barragán es nieto del General Juan Barragán Rodríguez (1890-1974). Militar quien tomó las armas contra el golpista Victoriano Huerta, fue Jefe del Estado Mayor del Presidente Venustiano Carranza y Gobernador de San Luis Potosí. A su vez, el General Juan Barragán fue sobrino de Miguel Francisco Barragán y Ortiz de Zarate  un activo participante en las luchas por la independencia de México, quien fue gobernador de Veracruz (1824-1828) y presidente de México (1835-1836).
Es hermano de los académicos y políticos Pedro, Pablo (Jefe Delegacional de Azcapotzalco), Gonzalo, Andrés, Gerardo, Felipe y Esteban Moctezuma Barragán.
Javier Moctezuma Barragán es abogado por la Escuela Libre de Derecho (1972-1977), con mención honorífica y tesis laureada; maestro en Derecho Comparado por la Universidad de Georgetown, Washington D. C., EUA, (1979-1980) y maestro en Derechos Humanos, Estado de Derecho y Democracia por la Universidad de Alcalá, España (2008-2009). Obtuvo el grado de Doctor en Derecho por la Universidad Nacional Autónoma de México (1985-septiembre de 1993).

### Cargos públicos
En su larga carrera profesional dentro de la Administración Pública Federal fue subjefe de departamento de la Dirección General de Gobierno (1973-1976); Secretario de Acuerdos Presidenciales (1982-1986) y director general de Gobierno (1987-1988), años más tarde sería nombrado Subsecretario de Población, Migración y Asuntos Religiosos (2000-2003) en la Secretaría de Gobernación.
Fue Subdirector General Jurídico en el ISSSTE (1989-1992). Fungió como Presidente de la Comisión Americana Jurídico Social (CAJS, 1990-1992), uno de los órganos de acción que conforman la Conferencia Interamericana de Seguridad Social (CISS). La CAJS se encarga fundamentalmente de proporcionar apoyo técnico en la protección de los derechos humanos y en el análisis de las reformas jurídicas a los sistemas de seguridad social en América. 
También participó activamente en varios foros de la Asociación Internacional de la Seguridad Social (AISS), organización mundial especializada que reconoce a la seguridad social como un derecho humano y que aborda temas como: vejez y sobrevivientes, invalidez, salud, políticas de empleo y políticas familiares.
Oficial Mayor (1993-1994) en la Secretaría de Energía, Minas e Industria Paraestatal (SEMIP), en donde abordó la complejidad y necesaria modernización jurídica en materia petrolera, eléctrica y minera.
Posteriormente fue nombrado Subsecretario del Trabajo en la Secretaría del Trabajo y Previsión Social (1994-2000). En esa responsabilidad promovió temas de derechos humanos de los trabajadores, con énfasis en las mujeres trabajadoras y contra el trabajo infantil.
Impulsó los trabajos del Gobierno mexicano para la ratificación, el 8 de marzo de 1999, de la Convención Internacional sobre la Protección de los Derechos de todos los Trabajadores Migratorios y de sus Familiares en el marco de la ONU. 
Colaboró en los trabajos preparatorios del Convenio sobre las peores formas de trabajo infantil, C182, que fue ratificado por México el 30 de junio de 2000; asimismo, participó en los foros del Senado para promover la aprobación del Convenio sobre la readaptación profesional y el empleo (personas inválidas), C159, ratificado por México el 5 de abril de 2001.
En su calidad de Subsecretario del Trabajo intervino directamente en procesos de mediación de conflictos obrero-patronales. Los esfuerzos de conciliación se reflejaron en la significativa disminución de conflictos laborales, durante su encargo el índice de éstos alcanzó el nivel más bajo desde los años setenta. Así, el Ejecutivo Federal expidió el Reglamento Federal de Seguridad e Higiene y Medio Ambiente de Trabajo (1997) y el Reglamento General para la Inspección y Aplicación de Sanciones por Violaciones a la Legislación Laboral (1998). Además se transparentó el registro de asociaciones sindicales al permitir su consulta pública vía Internet.
Fue designado Subsecretario de Población, Migración y Asuntos Religiosos en la Secretaría de Gobernación (2000-2003). Durante su gestión se defendió y protegió el derecho a la libertad religiosa, se elaboró y promovió el Reglamento de la Ley de Asociaciones Religiosas y Culto Público, publicado en el Diario Oficial de la Federación el 6 de noviembre de 2003. Asimismo se concluyeron exitosamente los programas de integración y regularización migratoria de los ex refugiados guatemaltecos que databan de las décadas de 1980 y 1990. Adicionalmente, en colaboración con el Alto Comisionado de las Naciones Unidas para los Refugiados (ACNUR) y la Comisión Mexicana de Ayuda a Refugiados, se sistematizaron los procedimientos para iniciar la calificación individual para los solicitantes de refugio, conforme al derecho internacional de refugiados.  Javier Moctezuma Barragán participó en las Consultas Mundiales sobre la Protección Internacional de los Refugiados en 2002.
Se desempeñó como Presidente del Grupo de Trabajo en Asuntos Migratorios de la Organización de Cooperación y Desarrollo Económico (OCDE, 2001-2003) y ocupó la Presidencia Protémpore de la Conferencia Regional para las Migraciones (2002-2003). Promovió el ingreso de México a la Organización Internacional de Migraciones (OIM), lo cual sucedió el 5 de junio de 2002.
En el 2005 se integró a la Comisión Nacional de los Derechos Humanos (CNDH), en donde fue nombrado Secretario Ejecutivo hasta el año 2009. Fungió como secretario técnico de la Federación Iberoamericana de Ombudsman (FIO) en 2008.

### Servicio exterior mexicano
Obtuvo el primer lugar en el concurso de ingreso al Servicio Exterior Mexicano en el año 1977. Estuvo a cargo de los asuntos legales en la Embajada de México en Washington D. C., EUA, (1978-1980).
En diciembre de 2003, el Senado de la República ratificó su nombramiento como Embajador de México ante la Santa Sede. Presentó a Su Santidad Juan Pablo II las correspondientes Cartas Credenciales en febrero de 2004. Concluyó dicha función como representante diplomático en septiembre de 2005, despidiéndose del recién nombrado Papa Benedicto XVI.

### Condecoraciones y asociaciones
En el año 2023 recibió la Medalla Henry Dunant, otorgada por la organización humanitaria Cruz Roja Mexicana.
Es miembro de la Barra Mexicana, Colegio de Abogados, A.C., desde enero de 1986.

### Actividades docentes
Profesor de Derecho Administrativo en el Instituto Tecnológico Autónomo de México (1979). Profesor de Derecho Internacional Público en la Universidad Panamericana (1981-1982). Fue profesor de Derecho de la Seguridad Social y miembro del Claustro de Doctores en el Posgrado de la Facultad de Derecho, ambas cátedras en la Universidad Nacional Autónoma de México (1992-1998).
En la Escuela Libre de Derecho impartió las cátedras de Protección Internacional de los Derechos Humanos y de Teoría Política (2010-2012). Actualmente es miembro del Comité Doctoral del Programa de Doctorado en Derecho de la Escuela Libre de Derecho. Ha dirigido y examinado diversas tesis de grado en maestría y en doctorado en la misma institución.

## Obra escrita
Autor de los libros
- Francisco J. Múgica. Un Romántico Rebelde, FCE, 2001.
- Cuestiones Constitucionales, José María Iglesias. UNAM, 1996.
- José María Iglesias y la Justicia Electoral, UNAM, 1994.

Coautor de las obras
- Digesto Constitucional Mexicano. Las Constituciones de San Luís Potosí en coautoría con Manuel González Oropeza, Editorial Laguna, 2000.
- La Seguridad Social y el Estado Moderno, en coordinación y coautoría con José Narro Robles, FCE, 1992.
- Antología Minera de México, SEMIP, 1994.
- México Diverso. Un encuentro con la naturaleza, en coordinación con Sergio Peláez Farell, ISSSTE, 1991.

Ensayos en diversas publicaciones
- “Las nuevas tendencias del sector eléctrico a nivel internacional”, en La Modernización del Sector Eléctrico (SEMIP-CIDE, 1994).
- “La Modernización Jurídica en los Ámbitos Petrolero, Eléctrico y Minero”, en La Modernización del Derecho Mexicano, coordinadores Rubén Valdez Abascal y José Elías Romero Apis (Porrúa, México, 1994).
- "La Protección Internacional de la Persona", en la obra La Declaración Universal de los Derechos Humanos, Reflexiones en Torno a su 60 Aniversario, coordinada por José Luis Caballero Ochoa (Porrúa, México, 2009).
- "Desarrollo del informe sobre México", en IV Informe sobre Derechos Humanos: Protección de la Salud (Federación Iberoamericana de Ombudsman, Madrid, 2006).
- Participación en los apartados sobre México de los capítulos II y III en el VI Informe Sobre Derechos Humanos. Derecho a la Educación, Federación Iberoamericana de Ombudsman, Madrid, 2008.
- "La Experiencia Mexicana", en la obra El Ombudsman en el Sistema Internacional de Derechos Humanos: Contribuciones al Debate, coordinada por Guillermo Escobar Roca (Editorial Dykinson, Madrid, 2008).
- Colaboración para el caso de México en el texto Defensorías del Pueblo en Iberoamérica, coordinado por Guillermo Escobar Roca (Defensoría del Pueblo, Editorial Aranzadi, España, 2008).
- Sistemas defensoriales de protección de los Derechos de los pueblos indígenas. La experiencia de México (Quórum. Revista de pensamiento iberoamericano, núm. 21, Universidad de Alcalá, España 2008).
- "La Libertad Religiosa en la Legislación Mexicana", en la obra Diez Años de Vigencia de la Ley de Asociaciones Religiosas y Culto Público en México (1992-2002) (Instituto de Investigaciones Jurídicas, UNAM, 2003).
- "La Concertación y el Diálogo Social, con Especial Referencia al caso de México: el Diálogo Obrero-Empresarial, Hacia una Nueva Cultura Laboral", en la obra Relaciones Laborales en el Siglo XXI (Instituto de Investigaciones Jurídicas, UNAM, 2001).
- “El Tribunal Electoral del Poder Judicial de la Federación: Retos y Perspectivas”, en la obra Testimonios del desempeño del Tribunal Electoral del Poder Judicial de la Federación y su contribución al desarrollo político democrático de México (Tribunal Electoral del Poder Judicial de la Federación, México, 2003).
- “La Libertad Religiosa en la Constitución”, en la obra La Constitución a Debate, Un Siglo de Vigencia, coordinada por Alejandro del Palacio Díaz (Universidad Autónoma Metropolitana, 2017).

## Conferencias
Ha dictado conferencias en foros nacionales e internacionales, entre ellas:
- “Protección de los derechos humanos de los migrantes por las Instituciones Nacionales de Derechos Humanos del continente americano", impartida en el marco de la Conferencia Internacional los Derechos de los Migrantes en una Sociedad Multicultural (Seúl, Corea, noviembre 2008).
- "Supervisión a los Centros de Detención: Experiencia de la Comisión Nacional de los Derechos Humanos de México", dictada durante la IX Conferencia Internacional de Instituciones Nacionales de Derechos Humanos (Nairobi, Kenia, octubre 2008).
- "La Comisión Nacional de los Derechos Humanos de México en la protección de los derechos económicos, sociales y culturales", invitado por el Comité de Derechos Económicos, Sociales y Culturales (ONU, Ginebra, Suiza, 2008).
- "Sistemas defensoriales de protección de los derechos de los pueblos indígenas. La experiencia de la Comisión Nacional de los Derechos Humanos de México" a invitación de la Defensoría del Pueblo de Perú (Lima, Perú, noviembre 2007).
- “Derechos Humanos de las Personas con Discapacidad” en el Foro Avances y Retos de la Comunidad Sorda Mexicana, invitado por la Cámara de Diputados (México, julio 2007).
- "Las instituciones nacionales de promoción y protección de los derechos humanos y los órganos de los tratados de Naciones Unidas: el caso México" durante el Seminario sobre la Implementación por las Defensorías del Pueblo de las Recomendaciones de los Organismos internacionales sobre Derechos Humanos (Cartagena de Indias, Colombia, abril 2007).
- "La Comisión Nacional de los Derechos Humanos y su aporte en el proceso democratizador del Estado mexicano", invitado por la Universidad de Barcelona (Barcelona, España, 2006).
- "Los principales desafíos de las instituciones nacionales de promoción y protección de los derechos humanos: una perspectiva latinoamericana, con base en los principios de París", en el seminario internacional REAL 2006: Integración Regional, Cooperación Intercontinental entre la Unión Europea y América Latina y la Cuestión de la Pobreza, el Desarrollo y la Democracia (Viena, Austria, abril 2006).
- "El Estado Laico y el Diálogo Interreligioso", durante las jornadas de la Conferencia Internacional Religiones y Culturas: el Valor de un Nuevo Humanismo (Milán, Italia, septiembre 2004).